# Station Ambronay - Priay
Station Ambronay - Priay is een spoorwegstation in de Franse gemeente Ambronay.